# ランプート
ランプート（Lamput）とは、インドのテレビアニメ（短編アニメ）。2016年12月1日からカートゥーン ネットワークで放送されている。日本では2018年から番組の穴埋め枠として放送されており、2021年8月7日からは独立番組として放送される。

## ストーリー
研究所から脱走してきたネバネバのランプートが変幻自在でテレポートし、ドジな科学者のスペックとスキニーから身を守る。

## キャラクター
ランプート
本作の主人公で、研究所から脱走してきた謎の生き物（スライム）、変幻自在に移動できる。
スペックとスキニー（ファット・ドックとスリム・ドック）
本作の敵役で、ランプートを捕まえようとする科学者。

## スタッフ
- 原作 - ヴァイバー・フクマレシュ
- 監督 - アナンド・バーブ、ヴァイバー・フクマレシュ
- 作曲 - ロト・シャー、アドヴァイト・ネムレイカー
- 共同プロデューサー - レスリー・リー、マーク・エヤーズ、サイラス・ヒッキー
- プロデューサー - チャイ・ユン・フェイ
- アニメーション製作 - ヴァイブハブ・スタジオ